# تپه گردکول اول
تپه گردکول اول مربوط به پیش از اسلام است و در شهرستان رودبار، بخش فاراب عمارلو، روستای آینه ده واقع شده و این اثر در تاریخ ۱۴ مرداد ۱۳۸۲ با شمارهٔ ثبت ۹۳۸۸ به‌عنوان یکی از آثار ملی ایران به ثبت رسیده‌است.